# Guy Béart
Guy Béart (Kairó, 1930. július 16. – Garches, 2015. szeptember 16.) francia sanzonénekes, dalszerző, színész.

## Pályakép
Béart Guy Béhart-Hasson néven született Kairóban egy szefárd zsidó családban, amely később Guy Béart gyermekkorában Libanonban talált menedéket. Apja könyvelőként és üzleti tanácsadóként végzett munkája során a család gyakran költözött, amelyet Egyiptom mellett Franciaországban, Görögországban és Mexikóban töltöttek. Libanonban telepedtek le. Guy Beart középfokú tanulmányait Libanonban végezte. Francia érettségit a Bejrúti Nemzetközi Főiskolán szerzett. Az École nationale de musique-on tanult zenét. A zenei mellett mérnöki diplomát is szerzett.
Amikor édesapja 1952-ben meghalt, Béhart mérnöki pályára lépett, hogy segítsen eltartani családját. Ezzel párhuzamosan a párizsi École nationale de musique-on hegedűlni és mandolinozni tanult. Dalokat írt, és a párizsi kabarékban dolgozott, Guy Béart művésznéven gitározott és énekelt. Amikor egyik dalának egy népszerű előadótól készült változata óriási sikert aratott, megnőtt az rá az érdeklődés. Juliette Gréconak és másoknak komponált. A neves zenei producer, Jacques Canetti, és zenésztársa, Boris Vian foglalkoztatta. Kiadott egy albumot, amely 1958-ban elnyerte a Grand Prix du Disque díját. A félénk Béart kezdetben lámpaláztól szenvedett, és küszködött a Olympia (Paris)ban bemutatott koncertje során.
Legnagyobb sikerét az 1958-as film, a L'Eau vive zenéjének megírásával érte el. A film címadó dalát a francia sanzon klasszikusának tekintik.
Béart énekesi karrierjét hamarosan elárasztotta a rock and roll amerikai hulláma. Azonban feltalálta magát egy televíziós műsor házigazdájaként, így továbbra is a nyilvánosság előtt tudott szerepelni.
Az 1980-as évek elejére szinte teljesen kikerült a reflektorfényből, és bár csak az ötvenes évei elején járt, számos súlyos egészségügyi probléma is gyötörte. 1987-ben Crazy Hope (Espoir fou) címmel könyvet adott ki betegségéről, amely lánya sikerével együtt a Manon of the Spring című kasszasiker filmben újjáélesztette a népszerűséget. Több mint 25 évvel a párizsi olimpián való első fellépése után visszatért egy sor nagysikerű előadással.
Első feleségétől, Cécile de Bonnefoy du Charmeltől egy lánya született, Ève (született (1959). 1963-ban második feleségével, Geneviève Galéával (Geneviève Guillery álneve) született egy lánya, Emmanuelle, aki színésznő lett.
1994-ben Béart elnyerte a Grand Prix de l'Académie française-t hosszú pályafutása során elért eredményei elismeréseként. Béart több, mint 300 dalt írt. Szívrohamtól halt meg 85 éves korában, Garchesben.

## Albumok
- 1957: Guy Béart (or Qu'on est bien)
- 1958: Guy Béart Volume 2 (or L'Eau vive)
- 1960: Guy Béart Volume 3 (or Printemps sans amour)
- 1963: Guy Béart Volume 4 (or Fille d'aujourd'hui)
- 1965: Qui suis-je? (or Les grands principes)
- 1966: Vive la rose − Les très vieilles chansons de France
- 1968: La Vérité
- 1968: V'là l'joli vent − Les nouvelles très vieilles chansons de France
- 1969: La Fenêtre
- 1971: L'Espérance folle
- 1973: Couleurs du temps
- 1975: Il fait beau à Paris
- 1976: Chansons de notre temps et d'espérance
- 1977: Futur − Fiction − Fantastique
- 1978: Les Nouvelles Chansons
- 1981: Le beau miroir
- 1982: Porte − bonheur − Les chansons gaies des belles années
- 1986: Demain je recommence
- 1995: Il est temps
- 2010: Le Meilleur des choses

### Live
- 1974: À l'université (dupla album)
- 1977: À la Comédie des Champs − Élysées (tripla album)
- 1999: En public (dupla CD)

### Válogatásalbumok
- 2010: Best of (triple CD)
- 2014: Chansons éternelles de France

## Filmzene (válogatás)
- 1958: L'eau vive
- 1962: La gamberge (Rendkívüli kiadás(wd))
- 1964: Un drôle de caïd (Főnök szoknyában(wd))

## Fordítás
Ez a szócikk részben vagy egészben  a   Guy Béart című német Wikipédia-szócikk ezen változatának fordításán alapul.  Az eredeti cikk szerkesztőit annak laptörténete sorolja fel. Ez a jelzés csupán a megfogalmazás eredetét és a szerzői jogokat jelzi, nem szolgál a cikkben szereplő információk forrásmegjelöléseként.